# Pierre-Louis Couperin
Pour les articles homonymes, voir Couperin.
Pierre-Louis Couperin (14 mars 1755 — 10 octobre 1789) est un organiste, claveciniste et compositeur français, membre de la célèbre dynastie de compositeurs-organistes Couperin.  

## Biographie
Pierre-Louis Couperin, qui signait «Couperin l'aîné», étudia avec son père Armand-Louis Couperin, et sa mère, fille du célèbre facteur de clavecins François Étienne Blanchet. Il fut, le 19 avril 1773, présenté par son père pour obtenir sa survivance à sa place d'organiste à St-Gervais. Mais il ne profita que peu de temps de cette charge, étant décédé quelques mois après son père. Son jeune frère Gervais-François lui succéda. Il fut inhumé le 12 octobre 1789 en l'église Saint-Gervais, dans le caveau où se trouvait déjà son père. La chapelle de la Providence où se trouvait ce caveau a été pillée par les révolutionnaires quelques années après.

## Compositions
- Romances pour clavecin
- Air [de] Malbrough mis en variations (clavecin ou piano-forte) par Mr. Couperin l'aîné (1782)
- Allegro (1784)
- Air de Tibulle et d'Élie (1784)
- Romance de Nina mise en variations pour le clavecin, ou piano-forte (1787)